# Evropský hokejový pohár 1995/1996
31. ročník hokejového turnaje Evropského poháru. Vítězem turnaje se stal klub Jokerit Helsinky.

## Předkolo
- Tornado Luxembourg (Lucembursko) – CHH Txuri Urdiñ San Sebastian (Španělsko) 4:5, 2:2
- Büyükşehir Belediye Ankaraspor (Turecko) – HC Bat Jam (Izrael) 2:15, 6:9 (obě utkání v Ankaře)

## Čtvrtfinále

### Skupina A
(Sofija, Bulharsko)
- 1. Sokol Kyjev (Ukrajina) – 6 bodů
- 2. Steaua Bucureşti (Rumunsko) – 4 body
- 3. Levski Sofia (Bulharsko) – 2 body
- 4. HK Partizan (Jugoslávie) – 0 bodů

### Skupina B
(Budapest, Maďarsko)
- 1. Tivali Minsk (Bělorusko) – 5 bodů
- 2. Torpedo Usť-Kamenogorsk (Kazachstán) – 5 bodů
- 3. Ferencvárosi TC Budapest (Maďarsko) – 2 body
- 4. KHL Medveščak Zagreb (Chorvatsko) – 0 bodů

### Skupina C
(Herning, Dánsko)
- 1. Herning IK (Dánsko) – 6 bodů
- 2. Kreenholm Narva (Estonsko) – 4 body
- 3. Energija Elektrėnai (Litva) – 2 body
- 4. HC Bat Jam – 0 bodů

### Skupina D
(Tilburg, Nizozemsko)
- 1. Olimpija Ljubljana (Slovinsko) – 6 bodů
- 2. Sheffield Steelers (Velká Británie) – 4 body
- 3. Tilburg Trappers (Nizozemsko) – 2 body
- 4. CHH Txuri Urdiñ San Sebastian – 0 bodů

## Semifinále

### Skupina E
(Hamar, Norsko)
- 1. HV71 Jönköping (Švédsko) – 6 bodů
- 2. HC Košice (Slovensko) – 4 body
- 3. Storhamar HT (Norsko) – 2 body
- 4. Sokol Kyjev – 0 bodů

### Skupina F
(Kloten, SUI & Feldkirch, Rakousko)
- 1. VEU Samina Feldkirch (Rakousko) – 5 bodů
- 2. Tivali Minsk – 3 body
- 3. EHC Kloten (Švýcarsko) – 3 body
- 4. TPS Turku (Finsko) – 1 bod

### Skupina G
(Bolzano, Itálie)
- 1. HC Dynamo Moskva (Rusko) – 6 bodů
- 2. Torpedo Usť-Kamenogorsk – 4 body
- 3. HC Bolzano (Itálie) – 2 body
- 4. Herning IK – 0 bodů

### Skupina H
(Vsetín, Česko)
- 1. HC Petra Vsetín (Česko) – 6 bodů
- 2. HC Rouen (Francie) – 4 body
- 3. Olimpija Ljubljana – 2 body
- 4. KS Podhale Nowy Targ (Polsko) – 0 bodů

Utkání Vsetína
- HC Petra Vsetín – Olimpija Ljubljana 7:1 (2:0,2:1,3:0)
- HC Petra Vsetín – HC Rouen 4:2 (1:1,1:0,2:1)
- KS Podhale Nowy Targ – HC Petra Vsetín 2:4 (0:2,2:0,0:2)

## Finále

### Skupina J
(26. – 28. prosince 1995 v Kölnu)
- 1. Jokerit Helsinky (Finsko) – 4 body
- 2. HV71 Jönköping – 2 body
- 3. HC Petra Vsetín – 0 bodů

Utkání Vsetína
- Jokerit Helsinky – HC Petra Vsetín 5:2 (2:0,2:2,1:0)
- HC Petra Vsetín – HV71 Jönköping 3:5 (0:3,2:2,1:0)

### Skupina K
- 1. Kölner EC (Německo) – 4 body
- 2. VEU Samina Feldkirch – 1 bod
- 3. HC Dynamo Moskva – 1 bod

## O 3. místo
(30. prosince 1995 v Kölnu)
- HV71 Jönköping – VEU Samina Feldkirch 10:3

## Finále
(30. prosince 1995 v Kölnu)
- Kölner EC – Jokerit Helsinky 3:4 SN